# Thomas Schamoni
Thomas Schamoni (* 13. August 1936 in Berlin; † 26. September 2014 in München) war ein deutscher Filmregisseur und Drehbuchautor.

## Biografie
Schamoni wurde in eine Filmfamilie geboren. Sein Vater Victor Schamoni war Regisseur und Filmwissenschaftler, seine Mutter Maria Drehbuchautorin. Nach dem Tod des Vaters im Krieg lebten Thomas und seine drei Brüder Ulrich, Victor und Peter zunächst mit der Mutter in Werl. Später zog die Familie nach Münster.
Schamoni studierte nach dem Abitur in den Jahren von 1955 bis 1958 Bildhauerei und Grafik. Nebenher verfasste er erste Filmkritiken. Von 1959 bis 1960 machte er eine Kamera-Ausbildung beim Bayerischen Rundfunk. 1961 wurde er Redaktionsassistent beim WDR. Seit dem Jahr 1962 dreht er eigene Filme.
1968 bekam Schamoni für die Fernsehdokumentation Der Dichter und seine Stadt: Wilhelm Faulkner und Jefferson zusammen mit Klaus Simon den Adolf-Grimme-Preis mit Silber.
Für seinen Debütspielfilm Ein großer graublauer Vogel erhielt er 1970 das Filmband in Gold als bester Nachwuchsregisseur.
Schamoni war Mitbegründer und treibende Kraft des 1971 gegründeten Filmverlags der Autoren. Die Büroräume des Verlags befanden sich die ersten drei Jahre in seiner Wohnung in München.

## Filmografie
- 1961: Die Passion (Kurzfilm)
- 1962: Kinderspiele (Kurzfilm)
- 1962: Freie Zeit – Menschen nach der Arbeit (TV-Film)
- 1963: Die Grenze (TV-Film)
- 1964: Die Puppe auf dem Bett (TV-Film)
- 1965: 'Ruhr-Revier '65 – Portrait einer Industrielandschaft' (Fernsehserie, 3 Folge)
- 1965: Ansichten eines Unbekannten – Leben und Arbeit eines unbekannten Bildhauers (Kurzfilm, auch Drehbuchautor)
- 1965: Noah hatte es leichter (Kurzfilm-TV)
- 1965: Charly May (Kurz-Dokumentation)
- 1966: Wojna i mir (TV)
- 1966: Land ohne Hauptstadt – Bilder aus der deutschen Provinz (TV)
- 1966: Der Brief (Darsteller, Regie:Vlado Kristl)
- 1967: Der Dichter und seine Stadt: Wilhelm Faulkner und Jefferson (TV-Dokumentation)
- 1967: Eine Luftreise, ein Abenteuer, etwas für Kenner (Spielfilm gemeinsam mit Hans Noever)
- 1967: Pfeiffer (Darsteller, Kurzfilm, Regie: Marran Gosov)
- 1970: Ein großer graublauer Vogel (auch Drehbuchautor)
- 1971: Wie starb Roland S. (Kurzfilm, Darsteller, Regie: Hark Bohm)
- 1972: Der Eisberg der Vorsehung (TV-Dokumentar-Spielfilm, auch Drehbuchautor)
- 1972: Die Angst des Tormanns beim Elfmeter (Produktion, Regie Wim Wenders)
- 1973: Der scharlachrote Buchstabe (Produktion, Regie Wim Wenders)
- 1973: Habla, mudita (Darsteller, Regie: Manuel Gutiérrez Aragón)
- 1974: Output (Regie: Michael Fengler, Drehbuchautor)
- 1974: Bannister ist verschwunden (Sprecher, Regie Hans Noever)
- 1978: Notsignale (Fernsehserie, 1 Folge)
- 1981: Die Heimsuchung des Assistenten Jung (TV, auch Drehbuchautor)
- 1982: Der Auslöser (TV, Drehbuchautor)
- 1992: Wir Enkelkinder (Darsteller, Regie: Bruno Jonas)